# HMS Godetia (K72)
Pour les autres navires du même nom, voir HMS Godetia.
Pour les articles homonymes, voir K72.
Le HMS Godetia (K72) est une corvette de classe Flower construite par la Royal Navy durant la Seconde Guerre mondiale. Entrée en service le 15 juillet 1940, elle coule le 6 septembre après être entrée en collision avec un navire marchand, le Marsa.